# نادي الطوز
نادي الطوز الرياضي هو أحد أندية الدوري العراقي
تأسس عام 1970
 يلعب في الدوري العراقي الدرجة الثانية.

## الإنجازات
دوري ابطال اوروبا 17
دوري ابطال اسيا 12
كأس العالم 3 
دوري ابطال المحلة 10
الدوري الاسباني 12
الدوري الإطالي 18
الدوري الانكليزي 33
السوبر الاوروبي 12
الدوري الاوروبي 13
دوري ابطال الدار 33
محمد عدنان 3
طلحة احمد 5